# Liste der finnischen Botschafter in Rumänien
Liste der finnischen Botschafter in Rumänien.
| Ernennung Akkreditierung | Name                 | Bemerkungen                       | ernannt von             | akkreditiert während der Regierung von | Posten verlassen |
| ------------------------ | -------------------- | --------------------------------- | ----------------------- | -------------------------------------- | ---------------- |
| 1920                     | Väinö Tanner         | Geschäftsträger ab 1921 Gesandter | Kaarlo Juho Ståhlberg   | Ferdinand I.                           | 1923             |
| 1927                     | Hjalmar Procopé      | Sitz Warschau                     | Lauri Kristian Relander | Michael I.                             | 1928             |
| 1928                     | Karl Gustaf Idman    | Sitz Warschau                     | Lauri Kristian Relander | Michael I.                             | 1938             |
| 1938                     | Bruno Kivikoski      | Sitz Warschau                     | Kyösti Kallio           | Karl II.                               | 1939             |
| 1939                     | Ensio Hiitonen       | Geschäftsträger                   | Kyösti Kallio           | Karl II.                               | 1939             |
| 1939                     | Bruno Kivikoski      |                                   | Kyösti Kallio           | Karl II.                               | 1941             |
| 1941                     | Eduard Hjalmar Palin | [ 1 ]                             | Risto Ryti              | Michael I.                             | 1945             |
| 1949                     | Carl-Johan Sundström | Sitz Moskau                       | Juho Kusti Paasikivi    | Constantin Ion Parhon                  | 1953             |
| 1953                     | Åke Gartz            | Sitz Moskau                       | Juho Kusti Paasikivi    | Petru Groza                            | 1955             |
| 1955                     | Eero A. Wuori        | Sitz Moskau                       | Juho Kusti Paasikivi    | Petru Groza                            | 1956             |
| 1956                     | Gunnar Palmroth      | Sitz Warschau                     | Urho Kekkonen           | Petru Groza                            | 1958             |
| 1958                     | Jorma Vanamo         | Sitz Warschau                     | Urho Kekkonen           | Ion Gheorghe Maurer                    | 1960             |
| 1960                     | Matti Pyykkö         | Geschäftsträger                   | Urho Kekkonen           | Ion Gheorghe Maurer                    | 1962             |
| 1962                     | Vesa Hiekkanen       | Geschäftsträger                   | Urho Kekkonen           | Gheorghe Gheorghiu-Dej                 | 1963             |
| 1963                     | Martti Salomies      | ab 1963 Botschafter               | Urho Kekkonen           | Gheorghe Gheorghiu-Dej                 | 1966             |
| 1966                     | Björn-Olof Alholm    |                                   | Urho Kekkonen           | Chivu Stoica                           | 1968             |
| 1968                     | Kaarlo Mäkelä        |                                   | Urho Kekkonen           | Nicolae Ceaușescu                      | 1972             |
| 1972                     | Pentti Suomela       |                                   | Urho Kekkonen           | Nicolae Ceaușescu                      | 1976             |
| 1976                     | Matti Häkkänen       |                                   | Urho Kekkonen           | Nicolae Ceaușescu                      | 1980             |
| 1980                     | Olli Bergman         |                                   | Urho Kekkonen           | Nicolae Ceaușescu                      | 1983             |
| 1984                     | Jussi Montonen       |                                   | Mauno Koivisto          | Nicolae Ceaușescu                      | 1986             |
| 1987                     | Osmo Kock            |                                   | Mauno Koivisto          | Nicolae Ceaușescu                      | 1990             |
| 1990                     | Bo Ådal              |                                   | Mauno Koivisto          | Ion Iliescu                            | 1992             |
| 1992                     | Timo Koponen         |                                   | Mauno Koivisto          | Ion Iliescu                            | 1996             |
| 1996                     | Mikko Heikinheimo    |                                   | Martti Ahtisaari        | Emil Constantinescu                    | 2000             |
| 2000                     | Pekka Harttila       |                                   | Tarja Halonen           | Ion Iliescu                            | 2004             |
| 2004                     | Tapio Saarela        |                                   | Tarja Halonen           | Traian Băsescu                         | 2008             |
| 2011                     | Ulla Väistö          |                                   | Tarja Halonen           | Traian Băsescu                         |                  |